# Goera dierli
Goera dierli är en nattsländeart som beskrevs av Malicky och Chantaramongkol 1992. Goera dierli ingår i släktet Goera och familjen grusrörsnattsländor. Inga underarter finns listade i Catalogue of Life.